# Walliser Trockenspeck
| Walliser Trockenspeck GGA / IGP             | Walliser Trockenspeck GGA / IGP |
| ------------------------------------------- | --- |
|                                             | |
| Herkunft                                    | Schweiz bzw. Kanton Wallis |
| Schweinefleisch                             | Schweinebauch ohne Knochen |
| milde Salzung                               | mit Speisesalz eingerieben |
| dem Speisesalz zugefügte Gewürzpflanzen     | Basilikum, Bohnenkraut, Estragon, Gewürznelke, Knoblauch, Koriander, Liebstöckel, Lorbeer, Majoran, Muskat, Oregano, Pfeffer, Rosmarin, Salbei, Thymian, Wacholder usw. |
| Lufttrockenreifung                          | mindestens drei Wochen |
| Gewichtsverlust gegenüber dem Frischprodukt | mindestens 30 Prozent |
| Zertifizierung                              | GGA / IGP seit 6. Mai 2015 |

Walliser Trockenspeck (walliserdeutsch Schpäkk, französisch lard sec du Valais) ist eine Schweizer Spezialität ausschliesslich aus gesalzenen und durch Lufttrockenreifung haltbar gemachten Schweinebauchstücken, die auf keinen Fall geräuchert oder gepökelt sind und die roh konsumiert werden. «Walliser Trockenspeck» ist eine Geschützte Geographische Angabe (GGA, französisch indication géographique protégée, IGP) des Kantons Wallis. Seit dem 1. November 2020 gilt der Bezeichnungsschutz auch in der EU.

## Herstellung
Der Walliser Trockenspeck besteht ausschliesslich aus Bauchstücken von Schweinen aus der Schweiz. Er wird immer im Kanton Wallis verarbeitet, wobei die Fleischoberfläche mit Speisesalz eingerieben wird. Die darauffolgende Lufttrocknung, die mindestens drei Wochen, durchschnittlich acht Wochen dauert, entzieht den Fleischstücken 30 bis 40 % des Wassergehaltes. Traditionell wurde der Walliser Trockenspeck an Schnüren in kühlen und gut durchlüfteten Holzstadeln oder Dachstöcken aufgehängt, heutzutage erfolgt die Trocknung jedoch meist in Metzgereibetrieben in klimatisierten Räumen. Dadurch wird er lange haltbar und erhält ein ganz besonderes Aroma.

## Kennzeichnung und Zertifizierung
Jeder Hersteller von Walliser Trockenspeck muss nachweisen, dass einerseits Geburt, Mästung, Schlachtung und Zerlegung der Schweine ausschliesslich in der Schweiz erfolgten und dass andererseits das diesbezügliche Bauchfleisch mit oder ohne Knorpel, aber ohne Knochen ausschliesslich im Kanton Wallis gesalzen und getrocknet wurde. Die diesbezügliche Etikettierung muss den Vermerk "Geschützte geografische Angabe" bzw. GGA/IGP sowie das entsprechende Logo aufweisen.

## Geschichte
Um die kalte Jahreszeit zu überleben, war die Walliser Bevölkerung – wie anderenorts auch – darauf angewiesen, haltbare Vorräte anzulegen. So entstanden dank dem trockenen Klima und der Winde des Schweizer Rhonetals als auch dem Einfallsreichtum der Walliser die Methoden des alpinen Einsalzens und der alpinen Lufttrockenreifung. Je nach Region kann im Walliser Alpenraum ab 800 bis 1000 Meter über Meer an der Luft getrocknet werden.
Die etymologischen Ausführungen verweisen auf die römische und germanische Kultur, die beide gut zweitausend Jahre zurückliegen. Die ältesten noch erhaltenen Dokumente, die die Trocknungstechnik der Fleischprodukte im Wallis beschreiben, gehen auf das 14. Jahrhundert zurück.

## Eigenschaften und Degustation
Walliser Trockenspeck weist eine feste Textur auf. Das Fettgewebe ist weiss und mit Muskelfleisch durchwachsen. Dessen unverfälschter Geschmack und Aroma sind harmonisch auf die Salzung und die Gewürzpflanzen abgestimmt. Vorrangig werden folgende Gewürzpflanzen verwendet: Basilikum, Bohnenkraut, Estragon, Gewürznelke, Knoblauch, Koriander, Liebstöckel, Lorbeer, Majoran, Muskat, Oregano, Pfeffer, Rosmarin, Salbei, Thymian und Wacholder. Die Verwendung anderer Pflanzen ist zulässig, sofern sie nicht dominieren. Die Vielfalt an Trockenspeck ist im Wallis gross. Dabei unterscheidet sich der WalliserTrockenspeck je nach traditionellen Rezepturen der Walliser Metzger und verwendeten Gewürzmischungen. 